# حصار لويسبورغ (1745)
حدث حصار لويسبورغ في عام 1745 عندما قامت قوات نيو إنجلاند الاستعمارية بمساعدة الأسطول البريطاني بالاستيلاء على مدينة لويسبورغ، التي كانت عاصمة المقاطعة الفرنسية إيل رويال (حاليًا جزيرة كيب بريتون) وخلال حرب الخلافة النمساوية، المعروفة باسم حرب الملك جورج في المستعمرات البريطانية.
على الرغم من أن بناء وتخطيط حصن لويسبورغ عرف بأن لديه دفاعات قوية في اتجاه البحر وخلفها، فهناك سلسلة من المرتفعات المنخفضة خلفها توفر للمهاجمين مواضع لإقامة مدافع الحصار. وكانت مرتبات حامية الحصن منخفضة والموارد سيئة ولم يثق بهم قادتهم عديمو الخبرة، كما أن القوات الاستعمارية المهاجمة كانت تفتقر للخبرة لكنها نجحت في النهاية في السيطرة على الدفاعات المحيطة بالحصن. واستسلم المدافعون في مواجهة هذا الهجوم الوشيك.
كانت مدينة لويسبورغ ورقة مساومة هامة في أثناء مفاوضات السلام من أجل إنهاء الحرب حيث إنها شكلت نجاحًا بريطانيًا كبيرًا. وعارضت فصائل داخل الحكومة البريطانية إعادتها إلى فرنسا كجزء من أي اتفاقية سلام لكن تم إلغاء الاتفاق في النهاية وأُعيدت لويسبورج، على الرغم من اعتراض القوات الاستعمارية المنتصرة، إلى فرنسا بعد معاهدة إكس لا شابل في عام 1748.

## مقدمة
كان المستعمرون البريطانيون ينظرون إلى إعلانات الحرب المتبادلة بين إنجلترا وفرنسا في عام 1744 كفرصة حيث كانوا في نيو إنجلاند يشعرون بقلق متزايد حول التهديد الذي تمثله مدينة لويسبورغ بالنسبة لأساطيل الصيد العاملة في جراند بانكس في نيوفاوندلاند. وانتشر القلق الذي يحيطه تقريبًا الذعر المبالغ فيه أو الحماسة الدينية التي استثارتها حسابات خاطئة لحجم ونطاق تحصينات مدينة لويسبورغ والمشاعر المعادية لفرنسا بشكل عام بين المستعمرين البريطانين حينئذ.
وازداد ذعر سكان نيو إنجلاند بعد أن أبحرت قوة فرنسية صغيرة من لويسبورغ في صيف 1744 إلى ميناء الصيد البريطاني القريب كانسو، ومهاجمة حصن صغير على جزيرة غراسي وحرقها حتى استوت بالأرض. كانت أساطيل صيد نيو إنجلاند تستخدم هذا الميناء حيث إنه كان أقرب يابسة لميناء شمال أمريكان بريتش لمواقع الصيد، وبالرغم من ذلك فإن جزر كانسو (بما في ذلك جزيرة غراسي) كانت موضع تنافس لكل من إنجلترا وفرنسا.

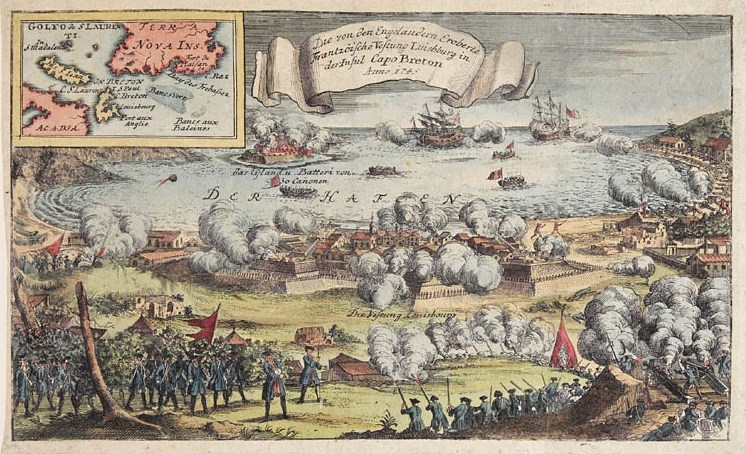
الاستيلاء على مدينة لويسبورغ في يونيه 1745

كان يتم إحضار الأسرى الذين قبض عليهم في أثناء الإغارة على كانسو في البداية إلى لويسبورغ حيث تم تحريرهم ليسيروا كيف شاءوا. دوّن بعض رجال الجيش بعناية ملاحظات هامة حول تصميم الحصن وتخطيطه وحالته وكذلك حجم وحالة الحامية والتسليح بالحصن. وفي النهاية، تم إطلاق سراح هؤلاء الرجال وذهبوا إلى بوسطن حيث ثبتت مهارة استخباراتهم جنبًا إلى جنب بالتعاون مع التجار العاملين في لويسبورغ وحسن تخطيط الهجوم.
لم يكن الفرنسيون سواء العسكريون أو المدنيون في أفضل حالاتهم في لويسبورغ؛ حيث كان هناك نقص بالإمدادات في عام 1744 وأحجم الصيادون عن الإبحار دون مؤن كافية، وادعى بعض الرتب العسكرية أنهم وعدوا بحصة من الغنائم من الغارة على كانسو والتي بدلاً من ذلك ذهبت للضباط حيث قاموا ببيعها وتحقيق أرباح. وفي ديسمبر من عام 1744 تمرد الجنود على الأوضاع السيئة والأجور الزهيدة التي لم يحصلوا عليها منذ أشهر، حتى بعد أن نجح القائم بأعمال حاكم لويس دو بونت دوشامبو في تهدئة هذا الغضب بأن أعطاهم المتأخرات والمؤن كان الشتاء التالي أشد توترًا؛ لأن القيادة العسكرية كانت قبضتها ضعيفة على الموقف، حتى أن دوشامبو كان مترددًا في إرسال المساعدة خوفًا من اعتراض طريق حامل الرسالة مما سيؤدي إلى المزيد من القلاقل، وعلى الرغم من القلاقل إلا أنها شقت طريقها إلى بوسطن.

## قائمة المصادر